# Conus geographus
Cône géographe, Cône géographique
Espèce
Statut de conservation UICN

 LC  : Préoccupation mineure
Conus geographus (littéralement le Cône géographe, nommé aussi Cône géographique) est une espèce de mollusques gastéropode de la famille des Conidae, molluscivore et piscivore. C'est un dangereux prédateur venimeux.

## Répartition
On trouve le cône géographe dans l'océan Indien et l'ouest de l'océan Pacifique. 

## Description
Le cône géographe est un assez gros cône (de 4,3 à 16,6 cm), à la coquille marron parsemée d'une multitude de petits triangles blancs (ou crème), d'une manière beaucoup moins précise et plus fine que chez ses cousins comme Conus magnificus, Conus textile ou Conus striatus. Suivant la répartition des deux couleurs (chacune peut dominer plus ou moins selon les individus), les motifs font parfois penser à une carte avec des continents (d'où son nom). L'ouverture de la coquille est relativement large pour un cône (ce qui lui permet d'ingérer de grosses proies), et laisse voir chez les spécimens morts un intérieur blanc.

## Comportement
Le cône géographe est un redoutable chasseur nocturne, qui chasse à l'affût. Il attend immobile qu'un poisson, un céphalopode ou une holothurie s'approche : il éjecte alors par son siphon un dard enduit de venin qui paralyse la proie et la tue rapidement. C'est le coquillage le plus venimeux connu ; son venin peut tuer un homme en deux heures et il n'existe aucun anti-venin.
Le cône géographe possède un cocktail venimeux complexe mêlant les effets du fugu (tétrodotoxine : toxine 500 fois plus virulente que le cyanure) à ceux du cobra (neurotoxine qui provoque une paralysie des muscles, en particulier des muscles respiratoires). Ceci explique pourquoi les piqûres de ces cônes sont létales dans 70 % des cas.
Cependant, les mœurs cryptiques de cet animal extrêmement lent par ailleurs (et non « agressif ») rendent les accidents très rares : on recense en moyenne moins de 10 envenimations par an toutes espèces de cônes réunies.

## Galerie

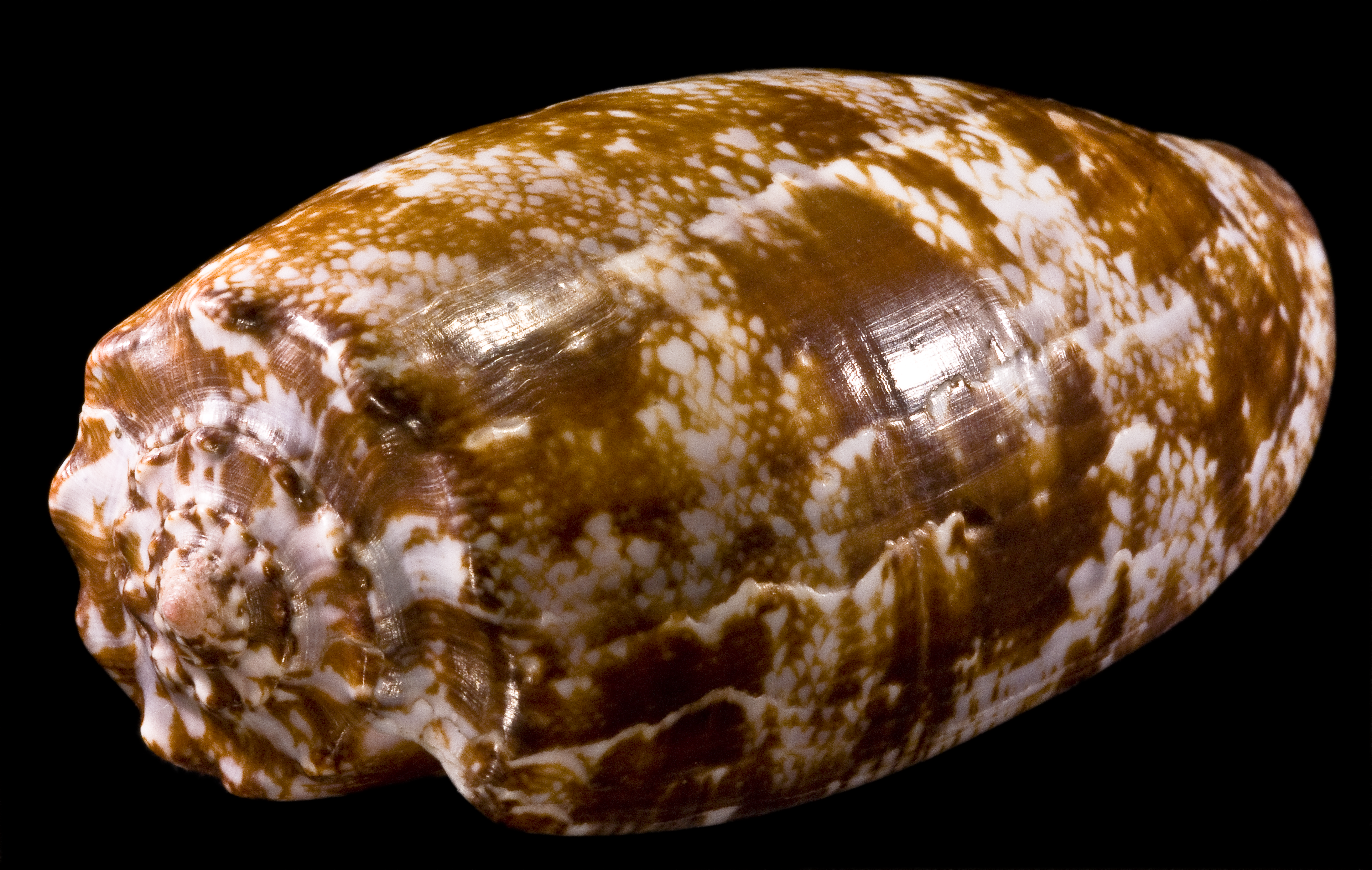
Conus geographus
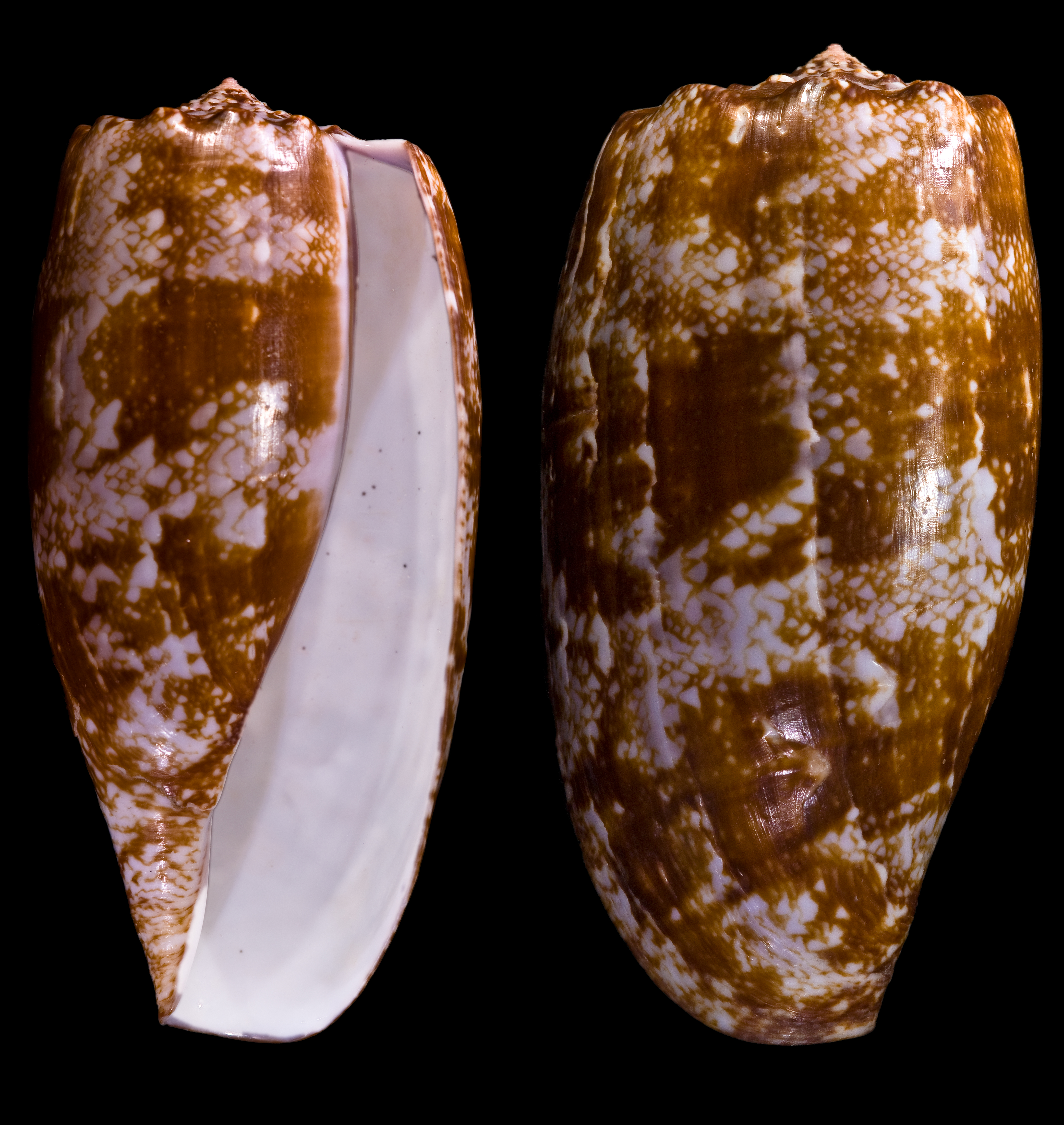
Conus geographus - Profils
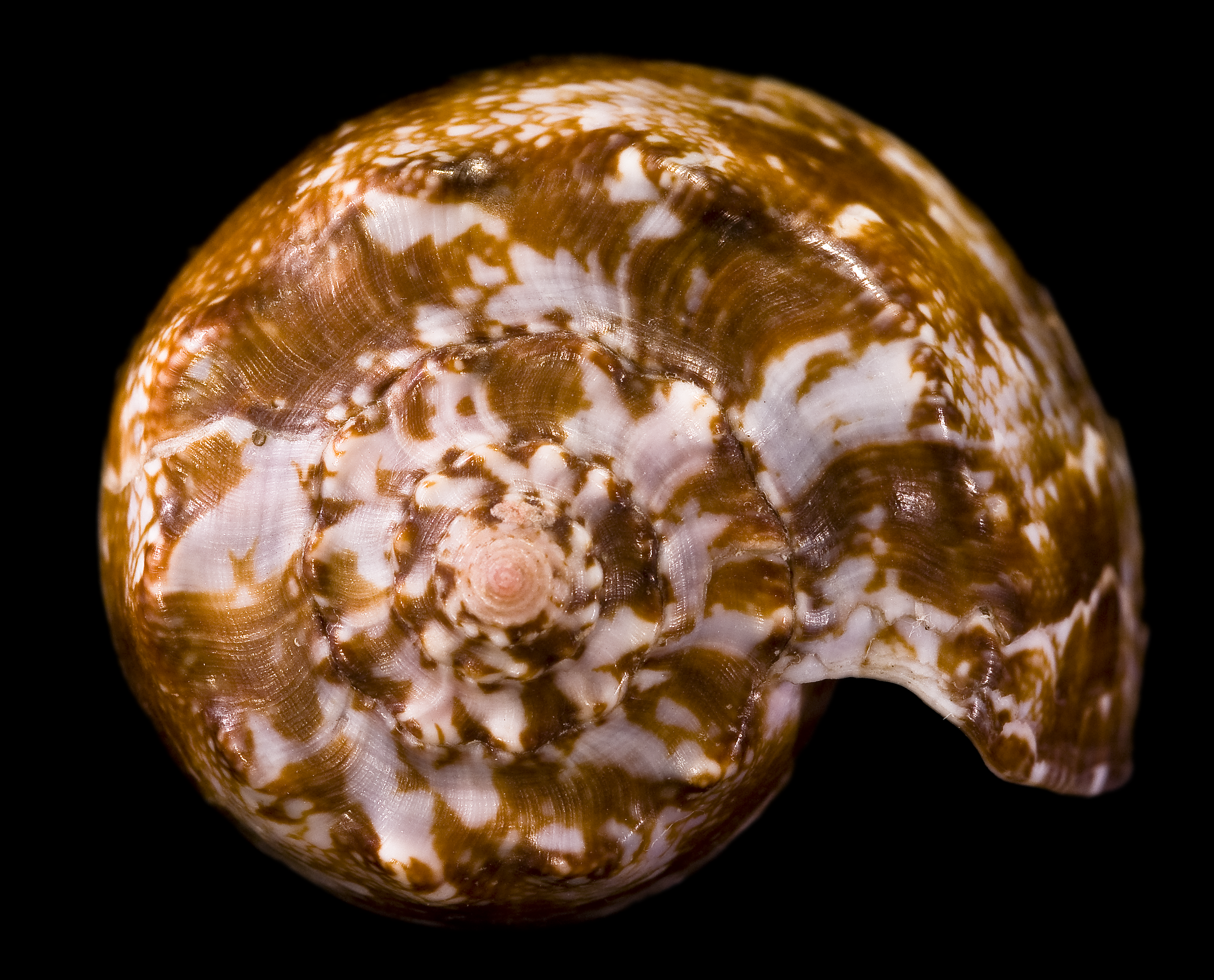
Conus geographus - Apex
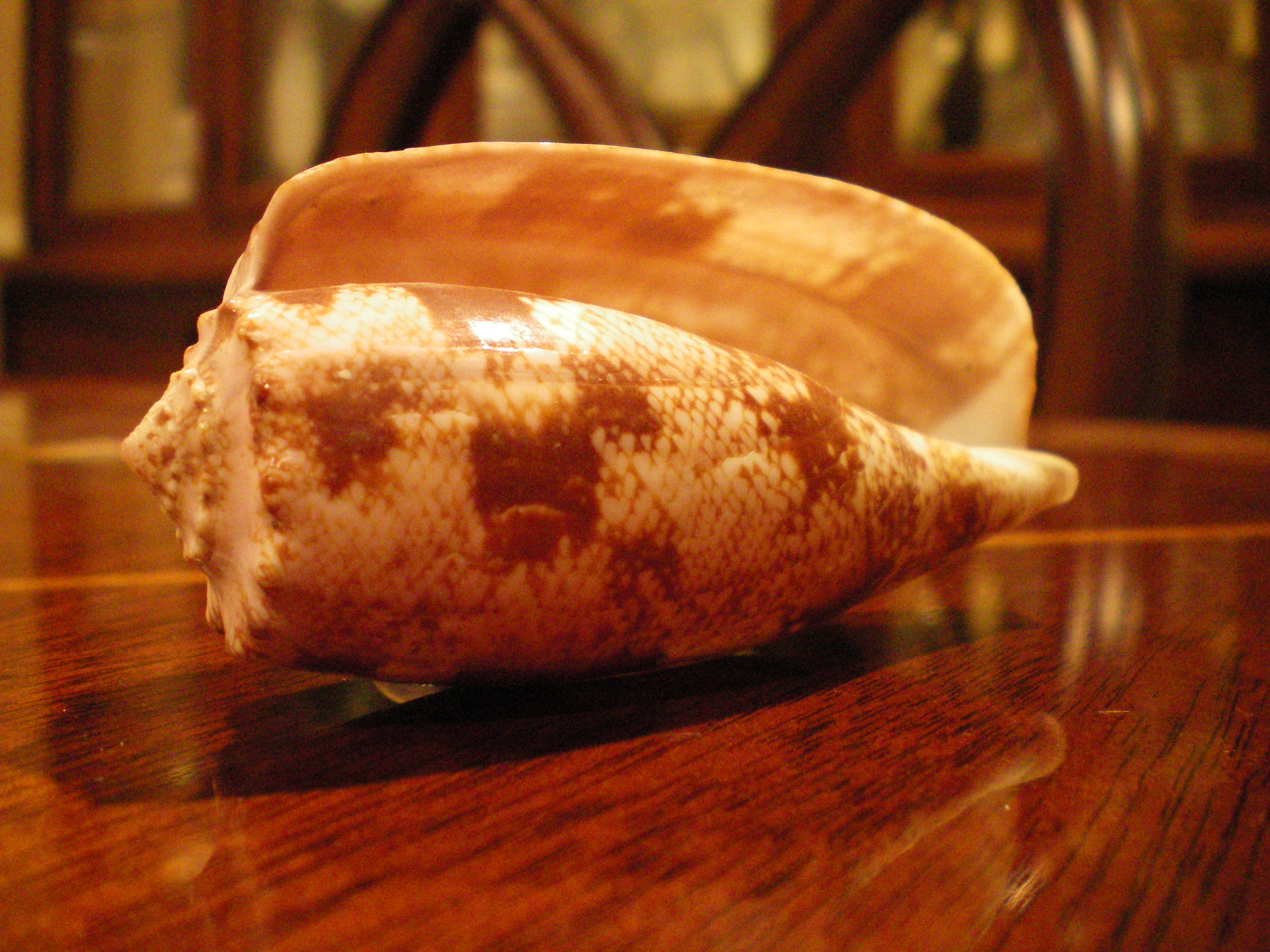

## Philatélie
Ce coquillage figure sur deux émissions de la Nouvelle-Calédonie de 1968 (valeur faciale : 10 F) et de 2006 (150 F, pour la découverte de propriétés anti-douleur de son venin).

## Autres cônes venimeux (liste non exhaustive)
- Conus aulicus
- Conus auratus
- Conus consors

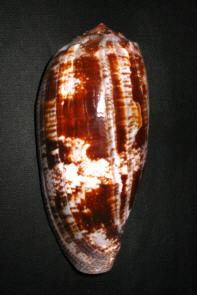
Conus geographus.

- Conus geographus (venin potentiellement létal)
- Conus magnificus
- Conus magus
- Conus marmoreus
- Conus obscurus
- Conus pennaceus
- Conus striatus
- Conus textile (venin potentiellement létal)
- Conus tulipa